# Sempervivum erythraeum
Sempervivum erythraeum és una espècie de planta amb flors de la família de les crassulàcies (Crassulaceae) del gènere Sempervivum.

## Descripció

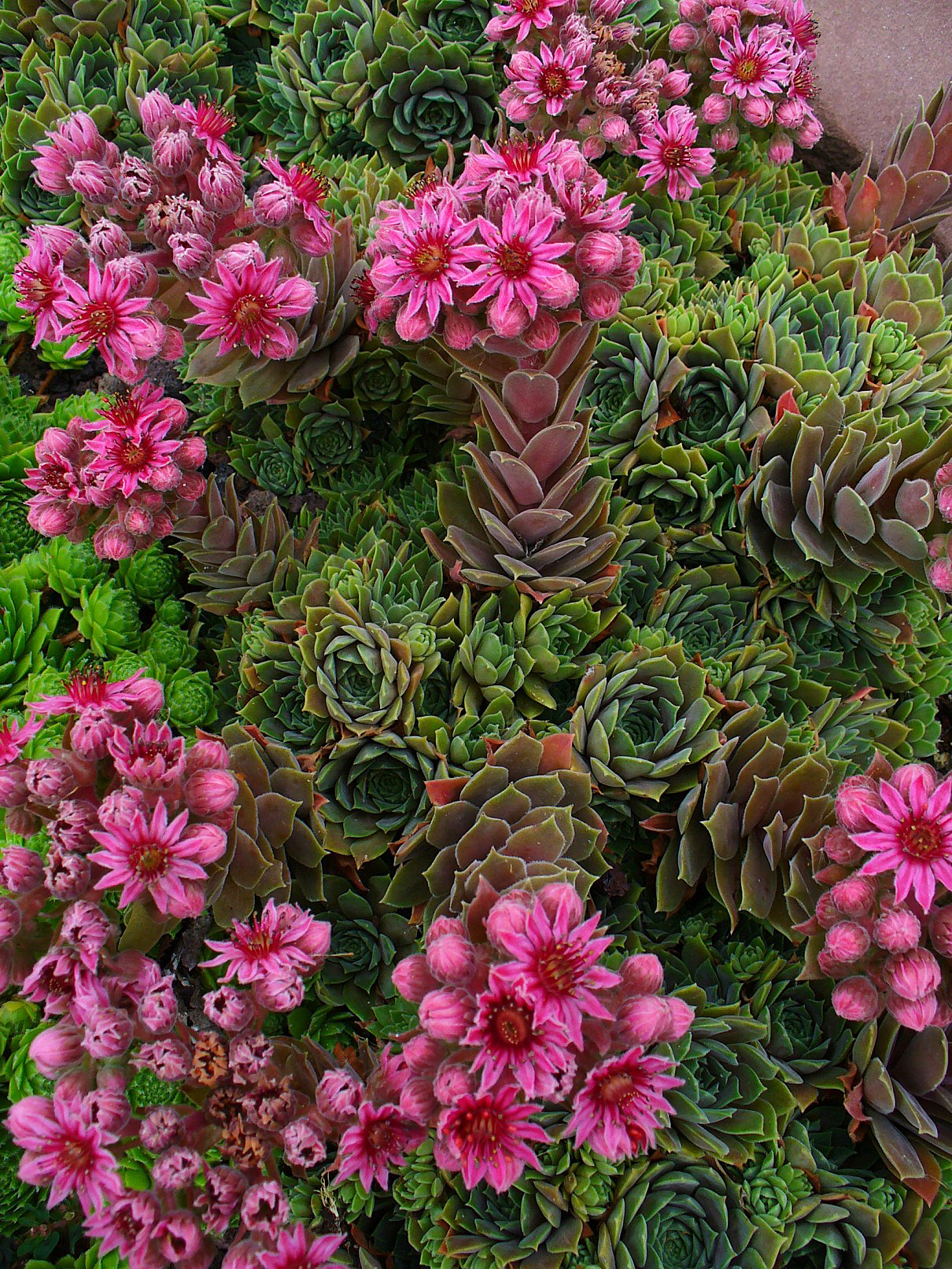
Floració de Sempervivum erythraeum

Sempervivum erythraeum és una petita suculenta que forma rosetes planes de fulles vellutades generalment tenyides de rosa vermell. Les rosetes creixen fins a 6 cm de diàmetre i que produeix molts fillols en estolons curts, i forma un toc compacte. Les fulles són carnoses, punxegudes i densament ciliades als marges amb pèls de longitud desigual.
Les flors en forma d'estrella amb pètals de color rosa intens amb una franja mitjana vermella porpra que apareixen en una tija fulla erecta de fins a 20 cm d'alçada i que sorgeix del centre de les rosetes. Tenen entre 11 i 14 pètals i fins a 2,5 cm de diàmetre. La roseta mor després de la floració.
El període de floració és durant el mes de juliol.

## Distribució i hàbitat
Sempervivum erythraeum es distribueix a Bulgària. És una planta perenne suculenta i creix principalment al bioma temperat. Creix sobre roques alpines i subalpines a cotes d'entre 1.000 i 2.500 m. Habita a la regió de Ratkova Skala, on creix al costat d'altres plantes suculentes (Sempervivum marmoreum, Jovibarba heufelii, Sedum stefco i Sedum annuum).

## Taxonomia
Sempervivum erythraeum va ser descrita per Josef Velenovský i publicat a Flora Bulgarica 1: 111, a l'any 1898.
Etimologia
Sempervivum: nom compost per a dues paraules llatines Semper ("sempre") i vivus ("vivent"). Són Sempervivum a causa de ser plantes perennes que mantenen les fulles a l'hivern, i ser força resistents a condicions dificultoses de creixement.
erythraeum: epítet grec que significa "vermell, vermellós" per als lòbuls de la corol·la.